# Czerwona msza

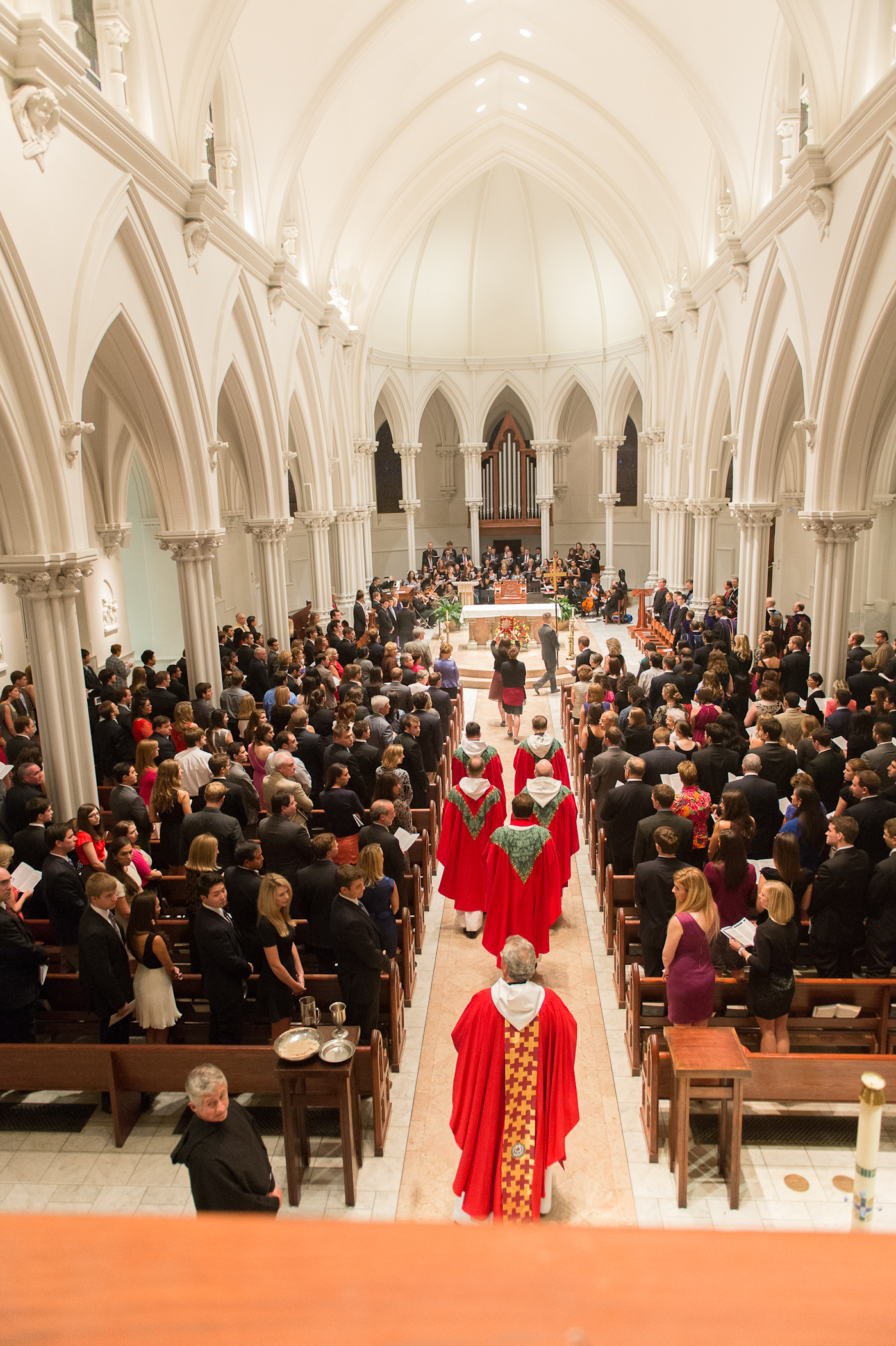

Czerwona msza – w liturgii Kościoła katolickiego jest to msza w rycie rzymskim, przeznaczona dla pracowników wymiaru sprawiedliwości. Uczestniczą w niej sędziowie, prokuratorzy, adwokaci, profesorowie i studenci prawa oraz przedstawiciele rządu, którzy modlą się o przewodnictwo Ducha Świętego na czas pracy. Nazwa wywodzi się od koloru szat liturgicznych, których używa kapłan podczas sprawowania liturgii wotywnej do Ducha Świętego (czerwony kolor używany jest bowiem podczas celebracji związanych z Duchem Świętym, symbolizuje on języki ognia, które zstąpiły na Apostołów w dniu Pięćdziesiątnicy – Dz 2,1-4).

## Europa
Tradycja odprawiania czerwonej mszy sięga średniowiecza. Pierwszy raz odprawiono ją w Paryżu w 1245 roku. Z czasem rozprzestrzeniła się ona na większość krajów europejskich. W Anglii czerwoną mszę zaczęto celebrować za panowania Edwarda II, ok. 1310 roku. Zwyczaj ten zanikł w okresie reformacji i powrócił w 1891 roku. Początkowo liturgię odprawiano w kościele św. Anzelma i św. Cecylii (d. Kaplica Sardyńska) w Londynie, a od 1904 w katedrze westminsterskiej. Obecnie odprawia się ją w pierwszą niedzielę po wspomnieniu św. Michała Archanioła (zazwyczaj pierwsza niedziela października). Każdego roku intencje na liturgię opracowuje Towarzystwo im. Tomasza Morusa. Czerwone msze odprawiane są również w Szkocji w katedrze edynburskiej.
W Irlandii czerwona msza odprawiana jest rokrocznie w każdy pierwszy poniedziałek października.

## Świat
Najbardziej uroczyście celebrowana jest po dziś dzień w Stanach Zjednoczonych na rozpoczęcie nowej sesji Sądu Najwyższego Stanów Zjednoczonych. Po raz pierwszy odprawiono ją tam w 1877 roku w kościele świętych Apostołów Piotra i Pawła w Detroit. Po pewnym czasie została ona jednak zniesiona. Tradycję wznowiono w 1912 roku. Tym samym 25 września 2012 roku obchodzono 100-lecie czerwonej mszy odprawianej nieprzerwanie w Detroit. Ponad połowa stanów posiada taką tradycję, a w samej katedrze w Waszyngtonie sięga ona 1953 roku. Uczestnicy zgromadzeni na liturgii śpiewają hymn USA „The Star-Spangled Banner” i popularną pieśń patriotyczną „America the Beautiful”.
Czerwone msze można spotkać również w Australii, na Filipinach i w Kanadzie.
W Stanach Zjednoczonych pojawiły się także kolejne dwa rodzaje Mszy świętych: niebieska msza przeznaczona dla policjantów oraz biała lub różowa dla lekarzy i pracowników służby zdrowia.